# ستيفن غوغان
ستيفن غوغان (بالإنجليزية: Steven Gaughan)‏ هو لاعب كرة قدم بريطاني، ولد في 14 أبريل 1970 في دونكاستر في المملكة المتحدة. لعب مع دارلينجتون إف سى ونادي بارو ونادي تشيسترفيلد ونادي دونكاستر روفرز ونادي سندرلاند ونادي كورك سيتي ونادي هاليفاكس تاون.

## وصلات خارجية
- ستيفن غوغان على موقع Soccerbase.com (لاعب) (الإنجليزية)